# Pantalon cargo
 (mai 2021).
La mise en forme du texte ne suit pas les recommandations de Wikipédia : il faut le « wikifier ».
Les points d'amélioration suivants sont les cas les plus fréquents :
- Les titres sont pré-formatés par le logiciel. Ils ne sont ni en capitales, ni en gras.
- Le texte ne doit pas être écrit en capitales (les noms de famille non plus), ni en gras, ni en italique, ni en « petit »…
- Le gras n'est utilisé que pour surligner le titre de l'article dans l'introduction, une seule fois.
- L'italique est rarement utilisé : mots en langue étrangère, titres d'œuvres, noms de bateaux, etc.
- Les citations ne sont pas en italique mais en corps de texte normal. Elles sont entourées par des guillemets français : « et ».
- Les listes à puces sont à éviter, des paragraphes rédigés étant largement préférés. Les tableaux sont à réserver à la présentation de données structurées (résultats, etc.).
- Les appels de note de bas de page (petits chiffres en exposant, introduits par l'outil «  Source ») sont à placer entre la fin de phrase et le point final[comme ça].
- Les liens internes (vers d'autres articles de Wikipédia) sont à choisir avec parcimonie. Créez des liens vers des articles approfondissant le sujet. Les termes génériques sans rapport avec le sujet sont à éviter, ainsi que les répétitions de liens vers un même terme.
- Les liens externes sont à placer uniquement dans une section « Liens externes », à la fin de l'article. Ces liens sont à choisir avec parcimonie suivant les règles définies. Si un lien sert de source à l'article, son insertion dans le texte est à faire par les notes de bas de page.
- La présentation des références doit suivre les conventions bibliographiques. Il est recommandé d'utiliser les modèles {{Ouvrage}}, {{Chapitre}}, {{Article}}, {{Lien web}} et/ou {{Bibliographie}}. Le mode d'édition visuel peut mettre en forme automatiquement les références.
- Insérer une infobox (cadre d'informations à droite) n'est pas obligatoire pour parachever la mise en page.

Pour une aide détaillée, merci de consulter Aide:Wikification.
Si vous pensez que ces points ont été résolus, vous pouvez retirer ce bandeau et améliorer la mise en forme d'un autre article.
 (mai 2021).

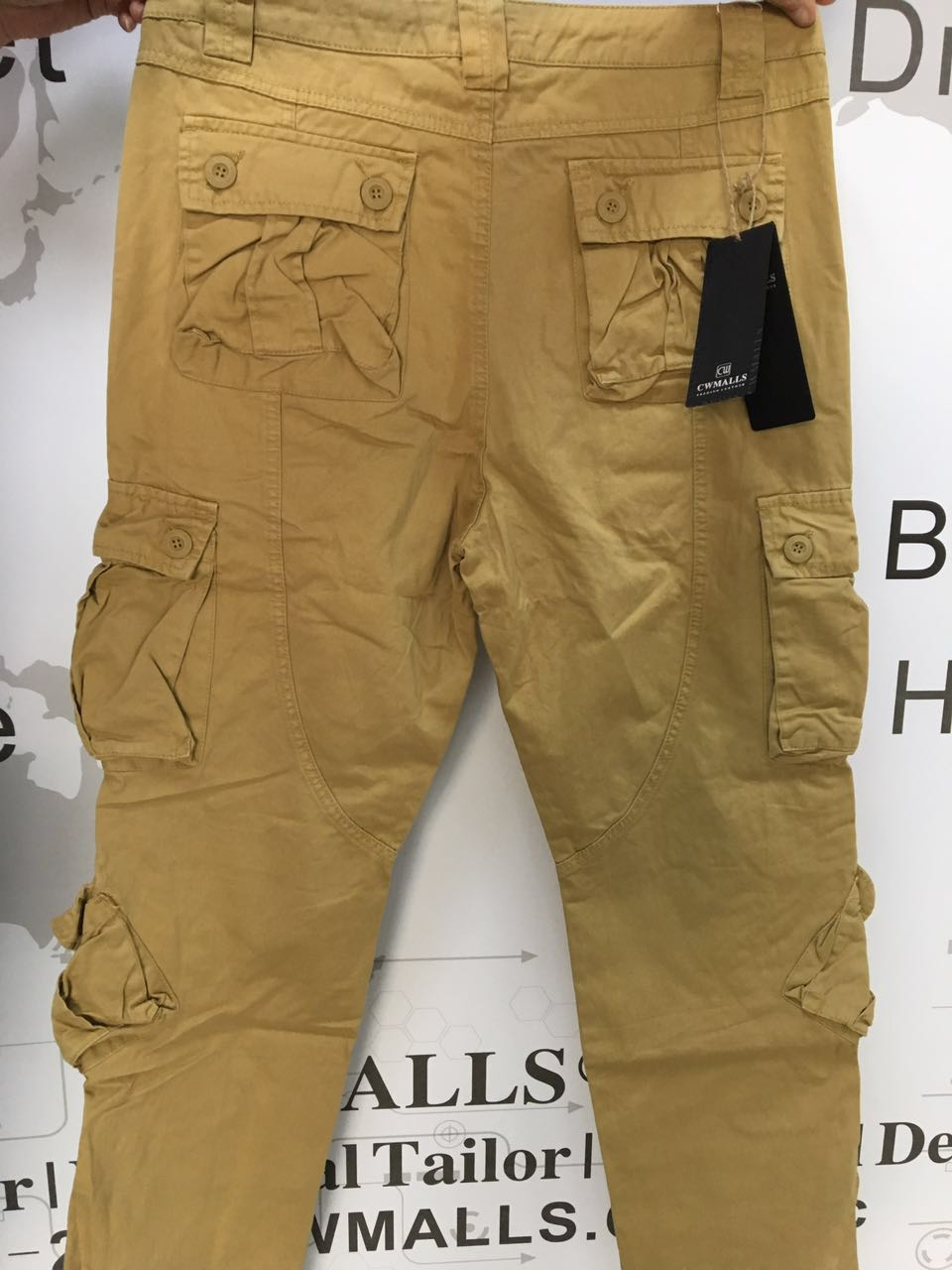
Pantalon cargo beige

Le pantalon cargo, aussi appelé pantalon de combat (ou treillis) en raison de sa fonction militaire d'origine, est un pantalon de coupe ample, conçu à l'origine pour les activités de plein air difficiles, et dont le design se distingue par une ou plusieurs poches cargo.
Le pantalon cargo est devenu populaire dans les zones urbaines, car il est pratique pour transporter des objets lors d'excursion. Le short cargo en est une version courte.

## Description
Le pantalon cargo comporte des poches plaquées, souvent avec des plis en accordéon pour une capacité accrue, fermée avec un rabat fixé par un bouton-pression, un bouton, un aimant ou un velcro commun sur les vêtements de combat et les vêtements de chasse. Dans certains modèles, des poches cargo peuvent être cachées dans les jambes.

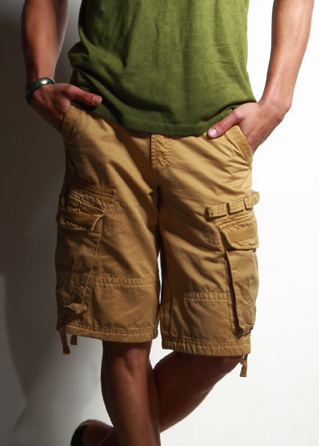
Short cargo beige

Les pantalons cargo sont fabriqués dans un tissu résistant et cousus de manière robuste. De plus en plus, ils sont constitués de mélanges synthétiques ou de coton-synthétique à séchage rapide et comportent souvent des passants de ceinture surdimensionnés pour accueillir de larges ceintures en sangle.
Les vêtements sont conçus de manière caractéristique pour permettre une flexion au niveau du genou et de la hanche, et sont cousus avec des coutures rabattues pour plus de solidité et de durabilité.

## Histoire
Comme beaucoup d'autres vêtements le pantalon cargo trouve son origine dans le monde militaire (comme le trench, qui est un basique pour la pluie et le blouson d'aviateur). La première version du pantalon cargo est un pantalon de poche porté par les soldats britanniques dans le cadre de leur uniforme dans les années 1930, selon l'auteur Brian Jewell.
Selon les données de British Battledress 1937-61, « Dans les années 1930, le War Office devint de plus en plus conscient de la nécessité d'une nouvelle tenue de combat plus rationnelle et, en 1937, la conception de la tenue de combat était terminée. Bien que le changement d'uniforme ait été initialement décevant pour les soldats britanniques, les nouveaux vêtements de combat ont bien rempli leur rôle, habillant les militaires pendant plus de 25 ans dans une chaleur et un confort raisonnables. La tenue de combat a été portée pour la première fois par les membres des forces armées britanniques en 1938 et a été introduite aux États-Unis au milieu des années 1940 pendant la Seconde Guerre mondiale. Les grandes poches caractéristiques des pantalons cargo ont été conçues à l'origine pour que les forces britanniques puissent contenir des vêtements de campagne, des cartes et d'autres objets. Le concept a été copié dans l'uniforme de parachutiste américain pour laisser plus d'espace pour contenir des rations K et des munitions supplémentaires. Le pantalon cargo est devenu la base que presque tous les soldats portaient pendant la Seconde Guerre mondiale.

## Variations

### Short

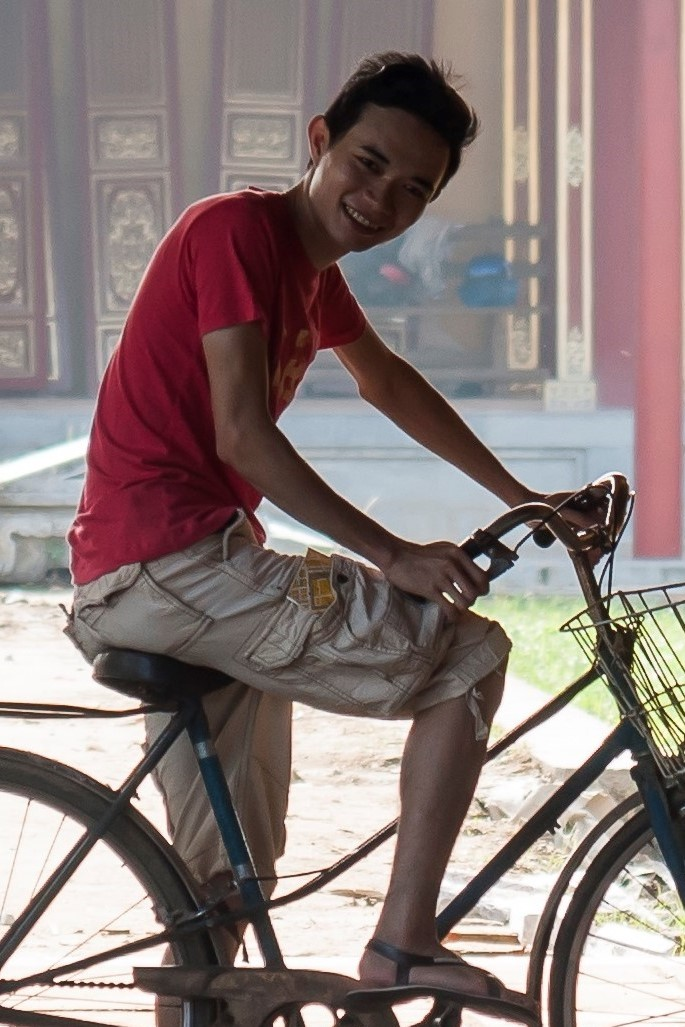
Jeune homme en short cargo, Vietnam, 2010

Le short cargo est un pantalon raccourci au genou. Certains pantalons cargo sont fabriqués avec des jambes inférieures amovibles permettant la conversion en short.
En 1980, les shorts cargo sont commercialisés comme idéaux pour le sportif ou le pêcheur, avec les rabats de poche garantissant que le contenu de la poche était sécurisé et peu susceptible de tomber. Vers le milieu à la fin des années 1990, les shorts cargo ont trouvé la popularité parmi la mode masculine traditionnelle. En 2012, Tim Gunn a observé que si les poches étaient indéniablement utiles pour transporter des objets pour le travail ou d'autres outils de tous les jours, les shorts cargo étaient plus pratiques qu'élégants.

### EMT
Les pantalons EMT sont des pantalons cargo avec des poches cargo / ciseaux à six voies sur une ou les deux jambes, chacune avec une poche zippée cachée sur le dessus de la poche cargo, une poche à rabat à soufflet avec une capacité de charge accrue, des poches sur les mollets pour ranger les gants et trois fentes pour ciseaux (deux équipées de fermetures à pression).